# Cryptolabis (Cryptolabis) perdistans
Cryptolabis (Cryptolabis) perdistans is een tweevleugelige uit de familie steltmuggen (Limoniidae). De soort komt voor in het Neotropisch gebied.